# Witold Węgrzyn
Witold Węgrzyn (ur. 15 maja 1945 w Wąbrzeźnie) – polski artysta fotograf, uhonorowany tytułem Artiste FIAP (AFIAP). Członek rzeczywisty Związku Polskich Artystów Fotografików. Członek Zarządu Okręgu Gdańskiego ZPAF. Członek Rady Artystycznej Zarządu Głównego ZPAF. Członek honorowy Gdańskiego Towarzystwa Fotograficznego.

## Życiorys
Witold Węgrzyn w 1964 ukończył Państwowe Liceum Technik Plastycznych w Gdyni Orłowie (Wydział Fotografii), związany z pomorskim środowiskiem fotograficznym – mieszka i tworzy w Gdańsku. Po raz pierwszy zaprezentował swoje fotografie w 1968 – na wystawie indywidualnej w Słupsku. Miejsce szczególne w jego twórczości zajmuje fotografia abstrakcyjna, fotografia architektury, fotografia dokumentalna, fotografia krajobrazowa, fotografia kreacyjna, fotografia portretowa, fotografia przyrodnicza oraz fotografia reklamowa.
W 1965 podjął pracę w gdańskim Centralnym Biurze Konstrukcji Okrętowych – jako technik w laboratorium fotograficznym. Od 1968 do 2010 związany z Państwową Wyższą Szkołę Sztuk Plastycznych w Gdańsku (obecnie Akademia Sztuk Pięknych w Gdańsku) – m.in. pracował jako technik fotograf w Zakładzie Technik Materiałowych, był wykładowcą w Zakładzie Fotografii i kierownikiem Zakładu Fotograficznego (od 1976) oraz Starszym Wykładowcą w Zakładzie Fotografii Akademii Sztuk Pięknych w Gdańsku (1991–2010). W 1988 był współorganizatorem Wyższego Studium Fotografii na Wydziale Malarstwa i Grafiki w ówczesnej Państwowej Wyższej Szkole Sztuk Plastycznych w Gdańsku, od 1999 kierownikiem Wyższego Studium Fotografii na Wydziale Malarstwa i Grafiki w obecnej Akademii Sztuk Pięknych w Gdańsku. W latach 2002–2008 kierował Katedrą Mediów na Wydziale Grafiki ASP w Gdańsku.
Witold Węgrzyn jest autorem i współautorem wielu wystaw fotograficznych; indywidualnych, zbiorowych, poplenerowych oraz pokonkursowych. Jego fotografie były wielokrotnie doceniane w licznych konkursach fotograficznych – brał aktywny udział w Międzynarodowych Salonach Fotograficznych, organizowanych m.in. pod patronatem FIAP, zdobywając wiele akceptacji, medali, nagród, wyróżnień, dyplomów, listów gratulacyjnych. W latach 70. XX wieku współpracował z Gdańską Galerią GN, Gdańską Galerią Fotografii ZPAF. Był organizatorem, współorganizatorem oraz kuratorem wielu wystaw fotograficznych, głównie organizowanych pod egidą ASP w Gdańsku oraz uczestnikiem Międzynarodowych Plenerów Uczelni Artystycznych w Skokach k/ Poznania.
W 1971 roku został przyjęty w poczet członków rzeczywistych Związku Polskich Artystów Fotografików (legitymacja nr 391), w którym (od 1974 do 1978) był wiceprezesem Zarządu Okręgu Gdańskiego ZPAF, od 1982 był przewodniczącym Okręgowej Komisji Kwalifikacyjnej OG ZPAF. Jest wieloletnim członkiem Rady Artystycznej Zarządu Głównego ZPAF (kadencje w latach: 1988–1991, 1996–1999, 2002–2005, 2014–2017, 2017–2020). W 1972 został uhonorowany tytułem Artiste FIAP (AFIAP), nadanym przez Międzynarodową Federację Sztuki Fotograficznej (Fédération Internationale de l'Art Photographique). W 1978 za twórczość artystyczną i działalność na rzecz fotografii został uhonorowany Nagrodą Ministerstwa Kultury i Sztuki III stopnia oraz – w 1989 Nagrodą Ministerstwa Kultury i Sztuki II stopnia.
Fotografie Witolda Węgrzyna znajdują się m.in. w zbiorach Instytutu Sztuki Uniwersytetu w Tokio, Muzeum Emigracji w Gdyni, Muzeum Historii Fotografii im. Walerego Rzewuskiego w Krakowie, Muzeum Historycznego Miasta Gdańska, Muzeum Morskiego w Gdańsku, Muzeum Narodowego w Gdańsku, Muzeum Narodowego w Warszawie, Muzeum Narodowego we Wrocławiu, Muzeum Sopotu, Muzeum Sztuki Współczesnej w Łodzi.

## Odznaczenia
- Brązowy Krzyż Zasługi (1979)
- Odznaka „Zasłużony Działacz Kultury” (1979)
- Medal im. Jana Bułhaka (1985)
- Odznaka honorowa „Zasłużony dla Kultury Polskiej” (2009)[19]

Źródło

## Nagrody
- Zespołowa Nagroda Rektora za realizację wystawy Realizacje i propozycje (1973)
- Nagroda Indywidualna Rektora za szczególne osiągnięcia w pracy organizacyjnej i dydaktycznej (1976)
- Nagroda Indywidualna Rektora za wprowadzanie technik fotograficznych do prac artystyczno-badawczych w dziedzinie malarstwa i grafiki (1977)
- Nagroda Indywidualna Ministra Kultury i Sztuki III stopnia (1978)
- Nagroda Zespołowa Rektora za przygotowania do monografii szkoły (1984)
- Nagroda Zespołowa Prezydenta Miasta Gdańska  w dziedzinie Kultury i Sztuki (1988)
- Nagroda Indywidualna Ministra Kultury i Sztuki II stopnia za działalność artystyczną (1989)
- Nagroda Zespołowa Rektora za prace przygotowawcze do 50-lecia PWSSP (1995)
- Nagroda Miasta Gdańska w Dziedzinie Kultury „Splendor Gedanensis” (1996)[20]
- Dyplom i Medal ZPAF za wybitne osiągnięcia twórcze w dziedzinie fotografii (1997)
- Nagroda Rektora I stopnia (2002)
- Nagroda Rektora I stopnia (2010)

Źródło

## Wybrane wystawy indywidualne
- Wystawa autorska (debiut) – Klub BPBK, Klub Pracowników PG, MPiK (Słupsk 1968)
- PWSSP – wystawa autorska – Pasaż Zbrojowni (Gdańsk 1970)
- Penetracje – Galeria MPiK Gdańsk, BWA Olsztyn, Galeria Fotografii w Łodzi, Galeria Fotografii w Grudziądzu (1975)
- Rekonstrukcje krajobrazu – Galeria GN Gdańsk, BWA Słupsk (1978)
- Dokumentacja – czarne prostokąty – Galeria GN Gdańsk, Galeria Slavia Bremen (1980)
- Wystawa autorska – Hochschule Gestaltstende Kunst und Musik – Bremen, Galeria Slavia Bremen (1980)
- Ślad – Galeria ZPAF, Gdańsk, Szczecin, Galeria Foto-Medium-Art Wrocław (1985)
- Fotografia bez fotografii – Galeria GTPS PUNKT Gdańsk, Galeria FF Łódź (1985)
- Znak, synteza, asceza – Galeria Fotografii (Lądek Zdrój 1988)
- Sytuacje I. P- fotografia – Galeria MPiK Gdańsk, Galeria Fotografii Bielsko-Biała, Galeria ZPAF Toruń (1989)
- After Man Ray – Striped House Museum of Art (Tokio 1990)
- Wystawa autorska – Rathaus, Greven, Ochtrup (1990)
- Gummidrucke und andere edeldrucke – Galerie Grauwert (Hamburg 1991)
- Wystawa autorska – Galeria Instytutu Kultury Polskiej w Londynie (Londyn 1996)
- Gdańsk – wystawa promocyjna miasta Gdańska na Jubileusz 1000-lecia miasta (Gdańsk 1997)
- Sytuacje II – ingerencje, interwencje – Ratusz Staromiejski w Gdańsku, Galeria Fotografii BB Bielsko-Biała, Galeria FF Łódź, Galeria Pusta Katowice (1998)
- Sytuacje III – Stół – Mała Galeria ZPAF/CSW Warszawa, Galeria Nowa Oficyna Gdańsk (2000)
- Wystawa autorska – Galeria ZPAF (Toruń 2003)
- Kult krawędzi – krawędź kultu – reminiscencje japońskie – Galeria Okno (Słubice 2006)
- Miniatury – Galeria klubu Plama (Gdańsk 2007)
- Sytuacje II – Plus – Galeria Parter Kłodzkiego Ośrodka Kultury (2007)
- Obecność z cyklu Sytuacje V – Państwowa Galeria Sztuki (Sopot 2007)
- Kult krawędzi, krawędź kultu – reminiscencje japońskie – Muzeum Kultury Dalekiego Wschodu – Dom pod Gwiazdą (Toruń 2008)
- Wizerunki – Galeria Akademii Sztuk Pięknych (Gdańsk 2011)
- Obecność – Galeria Akademii Sztuk Pięknych (Gdańsk 2011)
- Obecność – Galeria Muzeum im. Stanisława Staszica (Piła 2016);
- Ameryka – Gdynia (Rejs powrotny statkiem s/s Stefan Batory) – Muzeum Emigracji (Gdynia 2016)
- Nieuchwytna materialność – Gdańska Galeria Fotografii, Muzeum Narodowe w Gdańsku (2020)[21]

Źródło

## Wybrane wystawy zbiorowe
- VI Biennale Krajów Nadbałtyckich (Gdańsk 1973)
- VII Wiosna Opolska Festiwal Artystyczny (Opole 1973)
- Biennale Krajobrazu Polskiego (Kielce 1976)
- Złocisty Jantar – BWA (Sopot 1977)
- Złocisty Jantar – BWA (Sopot 1979)
- Granice II – Galeria AUT (Gdańsk 1978);
- Historia Galerii GN – Galeria Foto-Medium Art (Wrocław 1979)
- Fakty, wydarzenia z historii – Galeria GN (Gdańsk 1981)
- Biennale Krajobrazu Polskiego (Kielce 1984)
- Polska Fotografia Krajobrazowa 1944–1984 – Kielce, Nowy Jork, Chicago (1984)
- Wystawa Gdańskiego Okręgu ZPAF – Galeria Getwinc (Zwingenberg 1985)
- Współczesna Fotografia Polska – Zachęta (Warszawa 1985)
- Warsztaty Gierałtowskie – Galeria Foto-Medium-Art (Wrocław 1986)
- Warsztaty Gierałtowskie – Galeria ZPAF (Gdańsk 1986)
- 40 Lat Związku Polskich Artystów Fotografików – Zachęta (Warszawa 1987)
- Biennale Krajobrazu Polskiego (Kielce 1987)
- II Konfrontacje Plastyczne Polski Północnej – Galeria EL (Elbląg 1987)
- Wystawa Jubileuszowa 40 lat GTF – BWA (Sopot 1987)
- Biennale Fotografii Górskiej (Bielsko-Biała 1988)
- Kolekcja Gdańska – Galeria ZPAF (Gdańsk 1988)
- Wystawa Fotografii Elementarnej – Brno (Czechosłowacja 1988)
- Cytaty z rzeczywistości – Sofia (Bułgaria 1988)
- Wystawa Fotografii Polskiej – Pekin (Chiny 1988)
- Wystawa z okazji jubileuszu 150 lat powstania fotografii – BWA (Głogów 1989)
- 2x8 Wystawa Fotografii Polskiej – Berlin (Niemcy 1990)
- 70 Jahre polnische photoavangarde (Rheine, Koszalin 1991)
- Cytaty z rzeczywistości – Galeria Region (Koszalin 1992)
- Artyści Zaspy – Galeria Plama (Gdańsk 1995)
- Międzynarodowa Wystawa Sztuki Pro Baltica – Ratusz Staromiejski (Toruń 1997)
- Artyści ASP w Gdańsku – Galeria Sztuki (Ostrołęka 1997)
- Fotografia 1997 – Fundacja Turleja Pałac Sztuki (Kraków 1997)
- Gumiści Polscy – Stara Galeria ZPAF (Warszawa 1997);
- Wystawa Jubileuszowa 50 lecie ZPAF – Stara Galeria ZPAF (Warszawa 1997)
- Linia podziału, linia porozumienia (Wrocław 1997)
- Fotografia z kręgu Galerii Foto-Medium-Art (Wrocław 1997)
- Tomorrow is Today – Nara, Kioto, Osaka, Japonia oraz Wrocław, Kraków, Bydgoszcz (1999)
- Czerwone, niebieskie, białe – Galeria PGS (Sopot 2001)
- Medium jako Medium – Galeria PGS (Sopot 2001)
- Mistrzowie Polskiego Krajobrazu – Miejska Galeria Sztuki (Łódź 2001)
- Jutro jest dziś – Nachod (Czechy 2002)
- Wokół Dekady – Fotografia Polska lat 90 tych – Muzeum Sztuki (Łódź 2002)
- Wizja Lokalna – Pokolenia – Galeria 78 (Gdynia 2002)
- Doroczna Wystawa Okręgu Gdańskiego ZPAF – Galeria Punkt (Gdańsk 2002)
- Wokół Dekady – Fotografia lat 90 tych – BWA Bielsko-Biała, Galeria Pusta Katowice (2003)
- Wystawa jubileuszowa 25 lat Małej Galerii – Mała Galeria ZPAF/CSW (Warszawa 2002)
- Wystawa Jubileuszowa 5-lecie Galerii Nowa Oficyna (Gdańsk 2003)
- Labirynt – Nowa Sztuka – Festiwal Fotografii (Kłodzko 2004)
- Pinhole Camera – Wystawa fotografii otworkowej (Kraków 2004)
- Szlachetna Fotografia – Stara Galeria ZPAF (Warszawa 2004)
- Bezkresy Kresek – Galeria Kłodzkiego Ośrodka Kultury (2005)
- Widzieć siebie – Nove Mesto (Czechy 2005)
- Galeria Bezdomna – Nowy Jork (USA 2005)
- Wystawa 8 lat Galerii Nowa Oficyna (Gdańsk 2006)
- Sich selbst sehen – Fotogalerie Friedrichshain, Berlin (Niemcy 2006)
- Obecność kamienia – Muzeum Ziemi Kłodzkiej (Kłodzko 2006)
- Widzieć siebie – Salamanca (Hiszpania 2006)
- Foto festiwal Fotofest – Kolekcja fotografii otworkowej (Wrocław 2006)
- Poznań w Gdańsku, Gdańsk w Poznaniu – Stary Browar (Poznań 2006)
- W kręgu Galerii Foto-Medium-Art (Kraków 2007)
- Widzieć siebie – Meksyk (Meksyk 2008)
- Auto-viziune – Art Museum, Cluj-Napoca (Rumunia 2008)
- Fotografia Polska XX wieku – Festiwal Fotografii w Krakowie (Kraków 2008)
- W stronę esencji – Galeria Parter (Kłodzko 2009)
- Fotografia inscenizowana lat 70-tych – Brno (Czechy 2009)
- Jubileusz Galerii FF (Łódź 2009)
- W stronę esencji – Instytut Kultury Ambasady Japońskiej (Warszawa 2009)
- Światłoczułe – Fotografie ze zbiorów Muzeum Narodowego w Warszawie (2009)
- Wystawa wybranych prac z Antologii Fotografii Polskiej (Warszawa 2010)
- Torwards the Essence – Tokio, Kioto (Japonia 2010)
- Wystawa z okazji aukcji fotografii – Galeria  Senatorska (Warszawa 2010)

Źródło